# Желтолицый воробьиный попугайчик
Желтолицый воробьиный попугайчик (лат. Forpus xanthops) — птица семейства попугаевых.

## Внешний вид
Длина тела 14,5 см. Самый крупный вид рода. Отличается не только величиной, но и окраской. Грудь и брюшко у него жёлто-зелёного цвета. Темя, лоб и щёки жёлтые, крестец и нижняя часть спины тёмно-синие. Крылья зелёные с серым оттенком.

## Распространение
Обитают на северо-западе Перу.

## Образ жизни
Населяют субтропические и тропические сухие леса.

## Содержание
В Европу завозятся очень редко, хотя в настоящее время их успешно стали разводить.

## Галерея

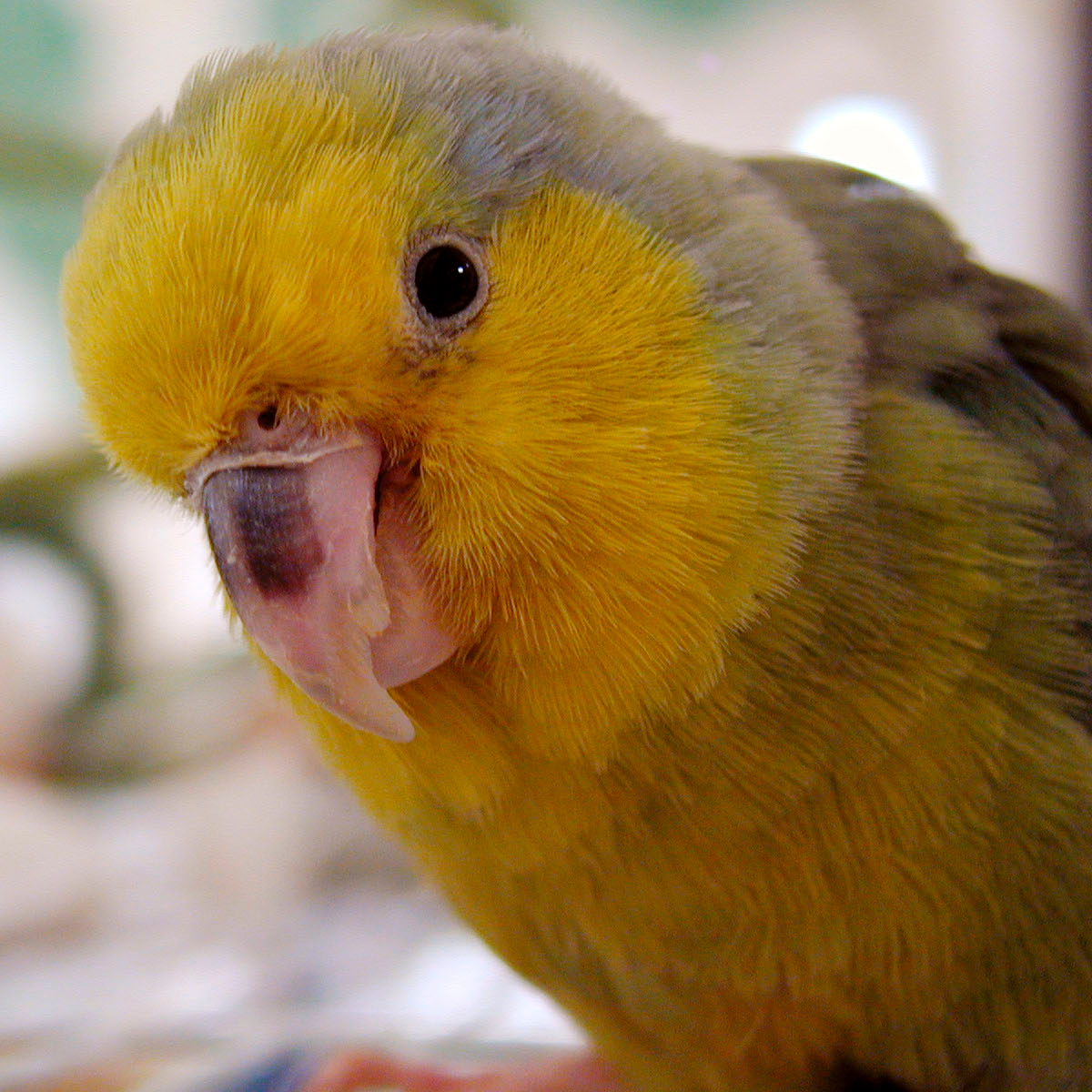
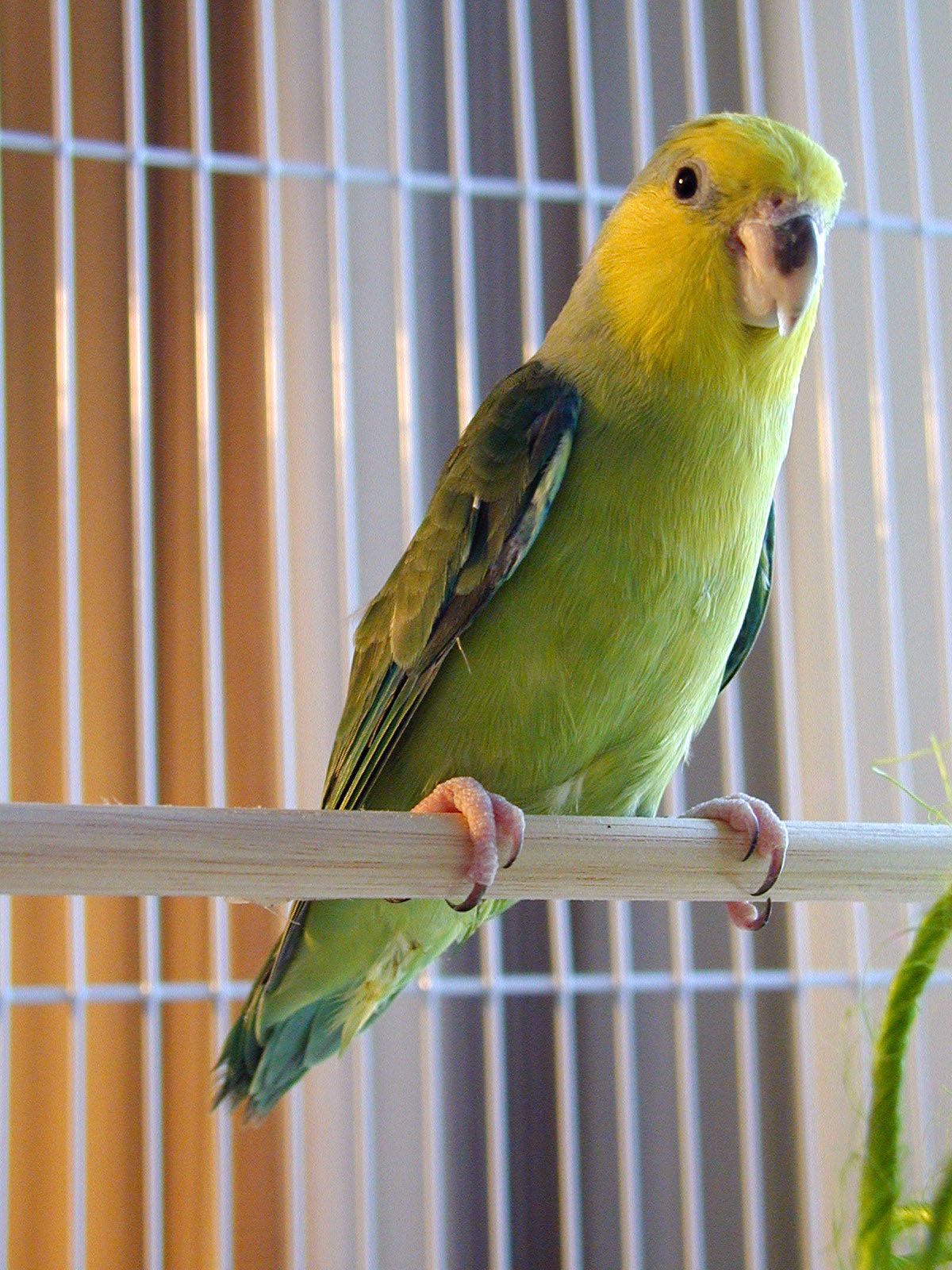
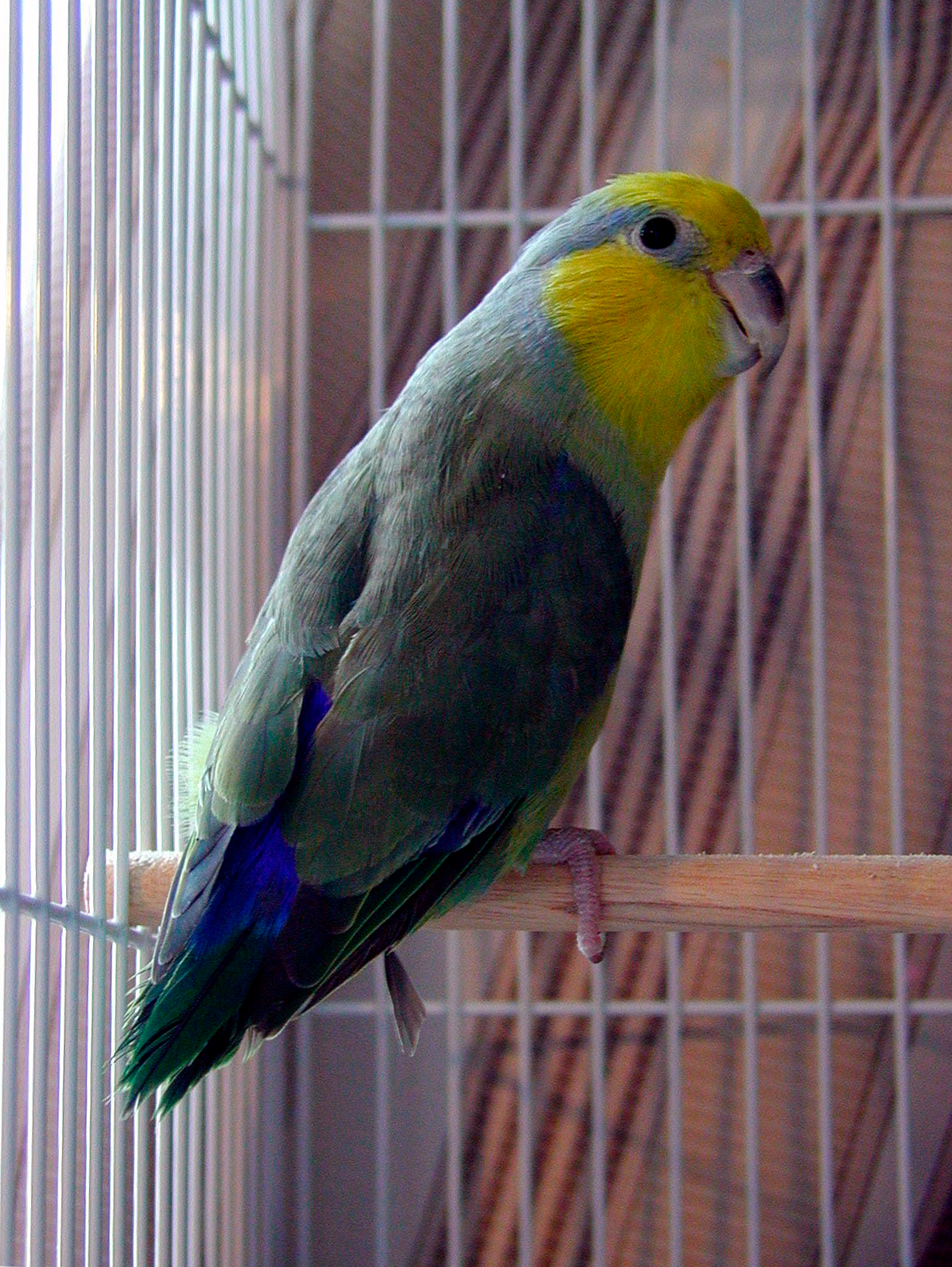
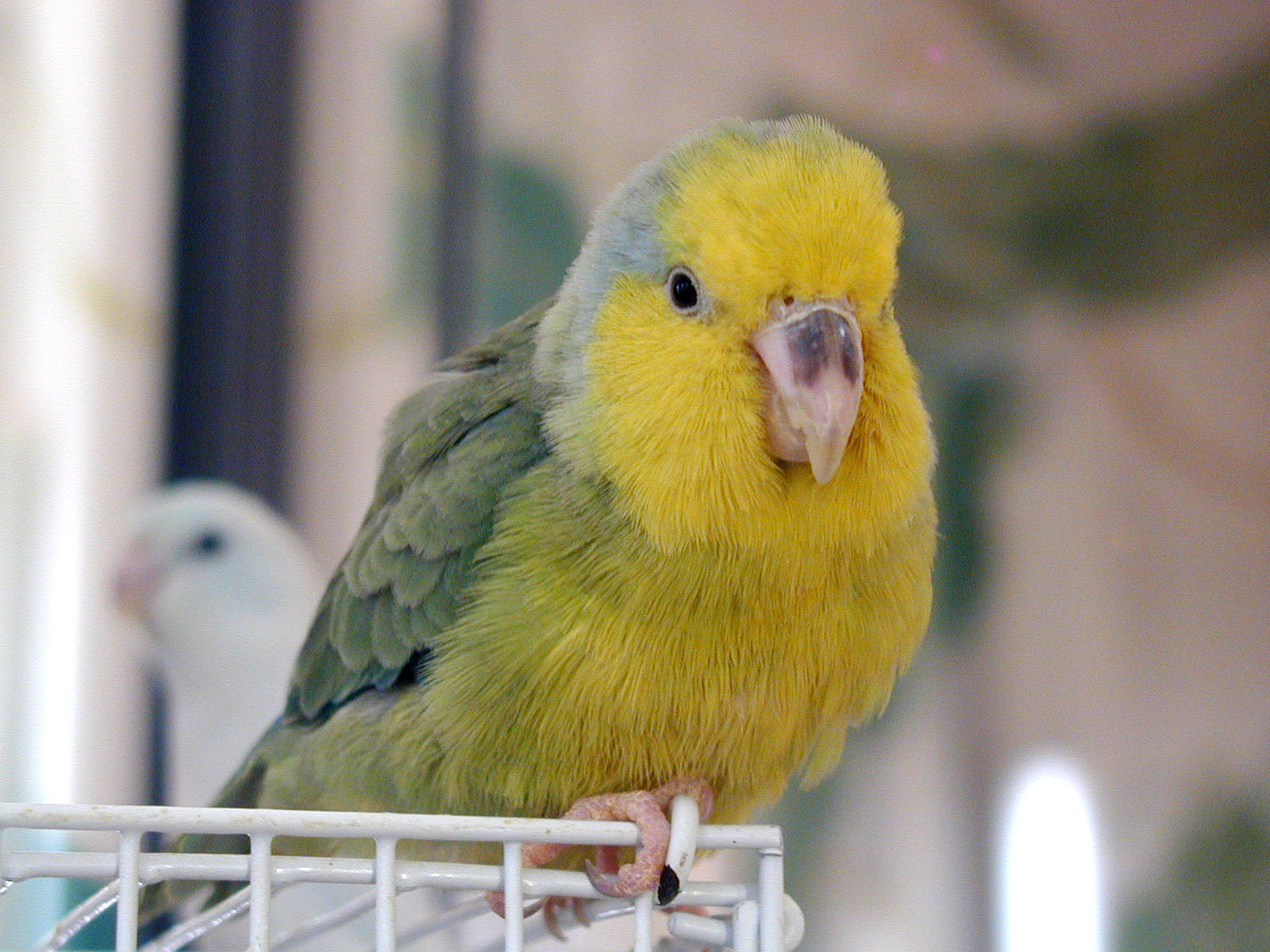